# Charles J. Bell

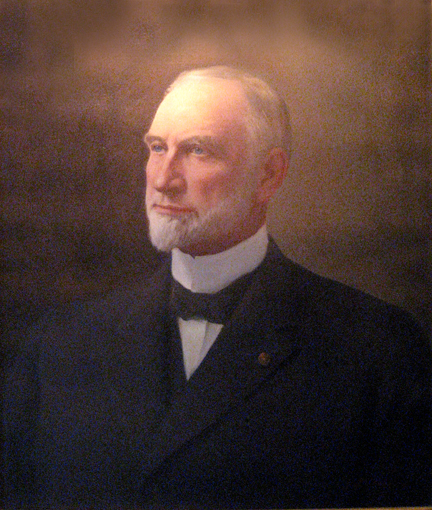
Charles J. Bell.

Charles James Bell, född 10 mars 1845 i Caledonia County, Vermont, död 25 september 1909 i New York, var en amerikansk republikansk politiker. Han var guvernör i delstaten Vermont 1904–1906.
Bell deltog i amerikanska inbördeskriget och befordrades till korpral. Efter kriget var han verksam som jordbrukare i Vermont.
Bell efterträdde 1904 John G. McCullough som guvernör och efterträddes 1906 av Fletcher D. Proctor. Som guvernör förespråkade han ett centraliserat skolsystem och ansåg att biltrafiken borde begränsas till vissa för ändamålet avsedda vägar. Under Bells ämbetsperiod stiftades det lagar mot barnarbete i Vermont och efter att ha lämnat guvernörsämbetet återvände han till sitt jordbruk. Bell avled i New York City och gravsattes på North Walden Cemetery i Caledonia County, Vermont.